# Wolfgang Frommel
Wolfgang Frommel (* 8. Juli 1902 in Karlsruhe; † 13. Dezember 1986 in Amsterdam) war ein deutscher Schriftsteller.

## Leben
Wolfgang Frommel war Sohn des Theologen Otto Frommel, Ururgroßneffe des Arztes und Schriftstellers Justinus Kerner und älterer Bruder des Komponisten Gerhard Frommel. Er besuchte Schulen in Heidelberg, wo er die Gelehrten Kurt Wildhagen und Wilhelm Fraenger kennenlernte, und in Wertheim. Er studierte ab 1922 an der Ruprecht-Karls-Universität Heidelberg die Fächer Germanistik, Theologie und Pädagogik. Dass er gemeinsam mit dem literarisch interessierten Sozialisten Theodor Haubach, durch den er Zugang zum Spätwerk des Lyrikers Stefan Georges bekam, oder gar in dessen Auftrag eine sozialistische Studentengruppe gegründet habe, ist möglicherweise eine von Frommel selbst in die Welt gesetzte Fiktion. Die Freundschaft mit seinem homosexuellen Studienkollegen Percy Gothein wurde für Frommel zu einer Lebenswende: Gothein gehörte nicht nur dem Kreis „Die Gemeinschaft“ um Wilhelm Fraenger an, sondern zählte zum engsten Kreis um Stefan George. Die auf das Jahr 1923 datierte Begegnung mit dem verehrten „Meister“ scheint aber laut dem einzigen überlieferten Brief Frommels an George vom 13. März 1926 nie stattgefunden zu haben.
Während er sein Studium in Berlin fortsetzte, beschäftigte er sich intensiv mit Georges Dichtung und Geisteswelt und sammelte eine Gruppe von Gleichgesinnten um sich. In dieser Zeit, etwa 1924, lernte er auch den dreizehnjährigen Billy Hildesheimer kennen, der sich später William Hilsley nannte. Zwischen dem Komponisten Hilsley und Frommel entwickelte sich eine lebenslange Freundschaft. 1930 gründete Frommel zusammen mit Edwin Maria Landau und Percy Gothein den Verlag Die Runde, in dem 1932 Frommels damals viel beachtete Schrift Der dritte Humanismus erschien, unter dem Pseudonym Lothar Helbing (nach dem Mädchennamen seiner Mutter). Wolfgang Frommel gehörte in dieser Zeit zu dem Umkreis („Beckerjungen“) des preußischen Kultusministers Carl Heinrich Becker, der mit seinen Ideen sympathisiert zu haben scheint. Die Schrift erlebte bis 1935 noch zwei weitere Auflagen, wurde dann aber von den Nationalsozialisten verboten, weil der darin für ein „Drittes Reich“ propagierte „dritte Humanismus“ trotz zweideutiger Formulierungen letztlich nicht zur Ideologie der neuen Machthaber passte.
Im Juli 1933 holte ihn Walther Beumelburg, der neue Intendant des Südwestdeutschen Rundfunks, nach Frankfurt und übertrug ihm die Leitung der Abteilung Wort. Durch Frommels Vermittlung fand auch Wilhelm Fraenger eine Tätigkeit beim Rundfunk. Im Herbst 1933 konnte Frommel mit einer eigenen Mitternachtssendung beginnen, die er beim Reichssender Berlin fortsetzte. In der Reihe Vom Schicksal des deutschen Geistes lud er jeweils einen Gast ein („Die Besten der Nation“, darunter auch jüdische Autoren unter Pseudonym), dem sich so die Gelegenheit bot, durch systemkritische Bemerkungen die offizielle Zensur geschickt zu umgehen. Nach Vermittlung des gemeinsamen Freundes Woldemar Graf Uxkull-Gyllenband hielt etwa Carlo Schmid am Freitag, 16. November 1934, nach 24:00 Uhr in einer Mitternachtssendung seinen Vortrag über Friedrich und Rousseau oder die Kunst und Natürlichkeit als staatsbauende Wirkung. Parallel zur Tätigkeit am Rundfunk nahm Frommel 1934–1935 einen Lehrauftrag für das von den Nationalsozialisten eingerichtete Fach „Politische Pädagogik“ an der Universität Greifswald wahr. Ob Frommel, um seine Stellung zu erlangen oder zu stützen, Mitglied der SA wurde, ist nicht gesichert. Nachdem eine Kontrolle der Sendereihe durch das Regime begonnen hatte, sah er sich Ende 1935 jedenfalls nicht mehr in der Lage, das Konzept weiterzuführen.
In Frommels Frankfurter Zeit fällt eine weitere schicksalsträchtige Begegnung. Er lernte im August 1933 den vierzehnjährigen Adolf Friedrich Wongtschowski kennen, der sich später Friedrich W. Buri nannte. Ihm verhalf er 1937 zur Flucht in die Niederlande und dort – zusammen mit William Hilsley – zu einer Anstellung an der Quäkerschule Eerde. Hilsley und Buri versammelten in Eerde einen Kreis von Schülern um sich, die sie in die Gedankenwelt Georges und deren Auslegung durch Frommel einführten.
Im Sommer 1935 traf sich der Kreis um Wolfgang Frommel in Saas (Graubünden) ein letztes Mal. In einem abgelegenen Landhaus las und diskutierte die Gruppe täglich Dantes Göttliche Komödie. Die um ihn versammelte „Runde“ löste sich nun auf, und ein Teil der Mitglieder emigrierte bereits 1936. Frommel, der nach seiner Zeit als Dozent der Universität Greifswald auch Feuilletonredakteur beim Berliner Tagblatt war, folgte 1937. Er ging zunächst nach Basel, wo er beim Verleger Benno Schwabe Aufnahme fand.

### Niederlande ab 1939
Von dort gelangte er – nach Zwischenstationen in Zürich und Paris – 1939 in die Niederlande. Mit Hilfe niederländischer Freunde wie dem Schriftsteller Adriaan Roland Holst (1888–1976) erhielt er eine Aufenthaltsgenehmigung. Bald nach seiner Ankunft in den Niederlanden gehörte Frommel zu den regelmäßigen Gästen in der Quäkerschule Eerde, wo er Vorträge zu literarischen Themen hielt und zum „Meister“ der Jugendlichen avancierte, die Hilsley und Buri um sich geschart hatten.
Nach der Okkupation der Niederlande durch die deutsche Wehrmacht und der Entscheidung der Quäker, dem Druck der Besatzer nachzugeben und die jüdischen Kinder aus Schloss Eerde in ein Nebengebäude zu verbannen, versuchten Frommel und Wolfgang Cordan die Schulleitung dafür zu gewinnen, die jüdischen Kinder untertauchen zu lassen. Als die Schulleitung sich diesem Plan widersetzte und gar mit Anzeigen bei der Gestapo drohte, entschlossen sich Frommel und Cordan, auf eigene Faust zu handeln und den ihnen nahestehenden Schülern zur Flucht zu verhelfen. Claus Victor Bock, Clemens Michael Brühl, Liselotte Brinitzer und Thomas Maretzki tauchten unter, Bock lebte, wie dann auch sein früherer Lehrer Buri, von 1942 an im Versteck in der Amsterdamer Herengracht 401, für das sich der Name Castrum Peregrini einbürgerte.
Dieses Versteck war der Bekanntschaft Frommels mit der Malerin Gisèle van Waterschoot van der Gracht zu verdanken, die Frommel 1941 in Bergen, dem Wohnort seines Freundes Adriaan Roland Holst, kennengelernt hatte. Im Juli 1942 zog er in die Amsterdamer Wohnung der Malerin in dem Haus Herengracht 401 ein, das dann zum Versteck für einen Teil der untergetauchten Jugendlichen wurde. Auch den aus der Quäkerschule Eerde Geflüchteten, die hier keinen Unterschlupf gefunden hatten, blieb der Ort weiterhin Bezugspunkt. Sie alle überlebten die deutsche Besetzung – trotz der allgegenwärtigen Bedrohung durch die Razzien der deutschen Besatzungsmacht und deren niederländische Hilfsorgane. Claus Victor Bock berichtet darüber in seinem 1985 erschienenen Buch Untergetaucht unter Freunden und Buri in seinem „Lebensbericht“ Ich gab dir die Fackel im Sprunge. Während für das Überleben der Gruppe im Inneren eine Rolle spielte, was Marita Keilson-Lauritz eine „Liebe, die Freundschaft heißt“ nannte, war vermutlich auch die Bekanntschaft Frommels mit dem höheren Besatzungsoffizier Bernhard Knauss nicht unwichtig, dessen Buch Staat und Mensch in Hellas 1940, also nach Frommels Emigration, als eine der letzten Veröffentlichungen im Berliner Verlag „Die Runde“ erschienen war. Frommel war in diesen Jahren einer der wichtigsten Gesprächspartner für den ebenfalls nach Amsterdam emigrierten Maler Max Beckmann.

### Nach 1945
Nach dem Ende des Zweiten Weltkriegs blieb Wolfgang Frommel in den Niederlanden und publizierte als Schriftsteller unter wechselnden Pseudonymen wie C. P. de Fournière, F. W. L’Ormeau und Karl Wyser. Die Wohnung in Amsterdam behielt er bis zu seinem Tod bei. 1951 gründeten er und Gisèle van Waterschoot van der Gracht die literarische Zeitschrift Castrum Peregrini, benannt nach der in etwa 20 km Entfernung von der Stadt Haifa gelegenen, seinerzeit als uneinnehmbar geltenden letzten Festung der Kreuzfahrer im Heiligen Land, dem Château Pèlerin. „Castrum Peregrini“ war auch der Deckname der Gruppe um Frommel gewesen, die dieser während der deutschen Besatzungszeit versteckt und somit gerettet hatte. 1973 wurde er für seine Rettung jüdischer Verfolgter in Yad Vashem vom Staat Israel als Gerechter unter den Völkern ausgezeichnet.
Wolfgang Frommel wohnt zuletzt in Amsterdam, wo er 1986 starb. Im niederländischen Spaarnwoude wurde er auf einem kleinen Friedhof beigesetzt, auf dem am 12. Januar 2008 auch sein Freund Claus Victor Bock beigesetzt wurde.

## Ehrungen
- 1972: Verdienstkreuz 1. Klasse der Bundesrepublik Deutschland
- 1973: Auszeichnung als Gerechter unter den Völkern in Yad Vashem durch den Staat Israel[15]
- 1977: Offizier im Orden von Oranien-Nassau

## Vorwürfe der Päderastie
Dass es im Umfeld von Wolfgang Frommel zu erotisch-sexuellen Kontakten gekommen war, war eigentlich ein offenes Geheimnis. Bereits in der Zeit vor dem Zweiten Weltkrieg kursierten an der Quäkerschule Eerde Gerüchte über homosexuelle Kontakte, in deren Mittelpunkt Frommels häufige Besuche an der Schule und dessen dort unterrichtende engste Freunde, William Hilsley und Friedrich W. Buri, standen. Die Schulleitung wiegelte ab und erklärte dies zu einer Frage der individuellen sexuellen Präferenz. Claus Victor Bock berichtet aus der gleichen Zeit von seiner ersten erotisch-sexuellen Begegnung mit Frommel in der Wohnung eines Lehrerehepaars, das in Eerde unterrichtete. Bocks Bericht erschien 1985 bereits in 2. Auflage.
2013 war in einem kleinen Würzburger Verlag Joke Haverkorns Buch Entfernte Erinnerungen an W. erschienen. Präzise beschreibt sie darin aus eigener Erfahrung, wie das System Frommel funktionierte, wie unter dem Deckmantel des Pädagogischen Eros sexueller Missbrauch zum Alltag gehörte, bei dem sich überwiegend ältere Männer junge Männer oder Knaben zu „Gefährten“ machten und sich dabei im Einklang wähnten mit den Riten im George-Kreis. Nicht ohne Grund benutzte Haverkorn für diese Gefährten den Begriff „Freunde“ und setzte ihn konsequent in Anführungszeichen, denn in Frommels Welt schwang immer eine von der Alltagsbedeutung abweichende sexuelle Komponente mit, wenn von Freunden die Rede war. Der Rückgriff auf Stefan George erwies sich dafür als eine perfekte Tarnung: „In Georges Poesie gibt es intensive Küsse und intime Umarmungen zwischen Männern und Jungen, aber es gibt keinen Sex an der Oberfläche des Textes. Worte wie Homosexualität oder Pädophilie sind weder bei George noch bei Frommel zu finden. Platonische Liebe war nichts anderes als platonische Liebe. Das Zauberwort, das in Deutschland im Kontext dieser persönlichen Meister-Schüler- oder Älterer-Jüngerer-Beziehung verwendet wurde, war ‚pädagogischer Eros‛. Das klang edel und gelehrt.“
Vielleicht blieb all das in Deutschland weitgehend unbeachtet, weil es sich vorwiegend in den Niederlanden abgespielt hatte, vielleicht aber auch deswegen, weil Frommel enge Verbindungen zu den national-konservativen Eliten der Bundesrepublik unterhalten hatte, die die Veröffentlichung von unliebsamen Wahrheiten über ihn als Nestbeschmutzung empfanden, wie es Haverkorn nach der Veröffentlichung ihres Buches erfahren musste. Frommel war in Deutschland und dessen damaliger Hauptstadt Bonn gut vernetzt, nicht nur in Intellektuellen-Kreisen, sondern auch in der Politik. Das zeigt sich nicht zuletzt daran, dass die Zeitschrift Castrum Peregrini expandieren konnte „dank finanzieller Zuschüsse aus Bonn, unter anderem von Inter Nationes“, und Frommel stand in regem Kontakt „mit Freunden wie Carlo Schmid, mit dem Leiter von Inter Nationes oder mit einem seiner vielen Bekannten in der damaligen politischen Hauptstadt“.
Trotz vieler Parallelen – denn das System Frommel funktionierte immer auch in engem Kontakt zu privaten Internaten – änderte an dieser Nichtwahrnehmung auch der Skandal um die Odenwaldschule nichts, und die Abwiegler finden auch heute noch Gehör.
Auch der Mythos Odenwaldschule wurde erst im zweiten Anlauf geknackt. Als im November 1999 Jörg Schindler in der Frankfurter Rundschau erstmals über dortige Missbrauchsfälle berichtete, blieb das folgenlos. Erst aufgrund eines erneuten Berichts in der Frankfurter Rundschau im Jahre 2010 begann die Aufklärung der sich über Jahrzehnte hinziehenden Missbrauchsfälle. So gesehen, war auch Joke Haverkorns Buch aus dem Jahr 2013 nur der erste Anstoß, die Folgen von Frommels „unersättliche[m] erotische[n] Verlangen“ aufzuarbeiten. Der zweite Anstoß kam durch ein Opfer Frommels und seines Kreises. Frank Ligtvoet, langjähriges Castrum-Peregrini-Mitglied und Sargträger bei Frommels Beerdigung, berichtete im Juli 2017 in der Zeitschrift Vrij Nederland von seinen Erfahrungen in diesem Umfeld. Wie Haverkorn oder Christiane Kuby verweist auch er auf die ambivalente Ausstrahlung, die von Frommel ausging, anziehend und abstoßend zugleich:

„Frommel, damals in den Siebzigern, war ein beeindruckender, gelehrter und geistreicher Mann, ein fesselnder Geschichtenerzähler und ein amüsanter Plauderer. Ich geriet schnell in seinen Bann, so sehr, dass ich das sehr unangenehme, die allzu erotischen Abschiedsküsse mit falschen Zähnen und mit Altherren-Erektionen an meinem Bein hinnahm.
Im Kreis von Frommel waren die meisten Männer heterosexuell. In ihren frühen Jahren waren sie von Frommel oder von Freunden von Frommel oder von Freunden von Freunden von Frommel ‚entdeckt‘, dann mit dem Stern des Bundes erotisch erzogen – oder sollen wir nun sagen ‚vorbereitet‘ – und schließlich eingeweiht. Was diese Einweihung bedeutete, hing von der sexuellen Orientierung oder der sexuellen Präferenz des älteren Freundes ab. Es konnte bei einem Kuss bleiben. Frommel bevorzugte die sexuelle Variante und hatte sie – soweit feststellbar – immer selbst praktiziert. Frommel hatte – wie man aus verschiedenen Quellen sehen kann – jede Art von Sexualität: mit den meisten Menschen in seiner unmittelbaren Umgebung – Männer und Frauen jeden Alters – hatte er Beziehungen gehabt oder zumindest mit ihnen geschlafen, erwünscht oder unerwünscht.“

### Bezüge zum Odenwaldschulskandal
Am Beispiel von Alexander Drescher, der darüber 2010 in der Zeit berichtet hatte, verdeutlicht Ligtvoet viele Parallelen, die zwischen den Missbrauchsfällen an der Odenwaldschule und denen im Frommel-Umfeld bestanden haben. Dreschers Vater gehörte selber zum Frommel-Kreis, zu seinem Freundeskreis gehörte die „Zeit-Herausgeberin Marion Gräfin Dönhoff oder der Spiegel-Verleger Rudolf Augstein, der in der Villa der Dreschers am Comer See manchen Artikel schrieb und dessen erste Frau die Patentante von Dreschers Zwillingsschwester wurde“. Dieser Vater, Paul Otto Drescher, nach Ligtvoet einer der ältesten Freunde Frommels, ließ es 1970 zu, dass sein Sohn mit ungefähr 13 Jahren vom George-Bewunderer Wolfgang Held etwa anderthalb Jahre lang missbraucht wurde. Held, der ehemalige Musiklehrer, gilt neben Gerold Becker als einer der Haupttäter an der Odenwaldschule. Er war eine Art Wiedergänger von William Hilsley, dem Musiklehrer der Schule in Eerde und Beverweerden, dessen langer Schatten nicht nur auf diesen Schulen lastet, sondern auch auf den Erfahrungen von Ligtvoet. „Hilsley war ein Wiederholungstäter: Als Lehrer an Internaten hatte er leichten Zugang zu Jungen und hatte viele jüngere Freunde rekrutiert, die in den Frommel-Kreis aufgenommen wurden. Er hatte auch pädophile Kontakte und Beziehungen außerhalb des Kreises.“
In dem schon erwähnten Zeit-Interview mit Melchior Frommel beklagt dieser: „Dass Frank nach 30 Jahren so tut, als sei er Opfer einer homosexuellen Sekte gewesen, hat uns sehr bekümmert.“ Doch die beiden niederländischen Journalisten Botje und Donkers konnten in der Nachfolge von Ligtvoets Artikel eine Vielzahl von Opferberichten zusammentragen, die an den Missbrauchsfällen im Frommel-Umfeld keinen Zweifel aufkommen lassen. Julia Encke, die im Rückgriff auf Ligtvoet, Botje und Donkers die Diskussion um Frommel und seinen Kreis am ausführlichsten für den deutschen Sprachraum aufbereitet hat, verweist auf den Georgeschen Geist, dem all dies entstammte: „Das elítäre Denken des autoritär strukturierten George-Kreises war das Denken eines Männerbundes (nur vereinzelt spielten auch Frauen eine Rolle), der für sich beschlossen hatte, dass das Geheimnis der Macht nicht für jeden zugänglich sein dürfe. Man musste schon dazugehören zum ‚geheimen Deutschland‘. Man musste mit dem ‚Meister‘ oder einem Mentor George-Gedichte lesen, deren Wahrheit zwischen den Zeilen stand. Man musste sich bestimmten Ritualen unterwerfen, musste initiiert werden und, einmal dazugehörig, nach neuen Jungen Ausschau halten, die man selbst initiieren sollte. ‚Initiieren‘ im George-Kontext schloss, das wird immer klarer, in vielen Fällen sexuelle Handlungen mit ein.“ Frommel adaptierte dieses Modell für seinen Kreis und reanimierte es. Anders aber, als Karl Marx es im Der achtzehnte Brumaire des Louis Bonaparte behauptete, bewegte sich hier die Wiederholung der Geschichte nicht von der großen Komödie zur lumpigen Farce, denn: „Vor allem aber leben diejenigen, deren Leben im Namen des Höheren – im Namen Stefan Georges – beschädigt wurden, unter uns. Sie haben zu kämpfen, kommen ohne therapeutische Hilfe nicht zurecht und finden nach so vielen Jahren erst jetzt Worte.“

### „Gerechter unter den Völkern“ 1973
Wolfgang Frommel wurde 1973 in Yad Vashem als „Gerechter unter den Völkern“ geehrt – zusammen mit Gisèle van Waterschoot van der Gracht. Die Ehrung erfolgte für das Verstecken von jüdischen Jungen im Haus an der Herengracht während der deutschen Besetzung in den Niederlanden. Dass die Geretteten zu Frommels „Gefährten“ zählten, die er über die Quäkerschule Eerde kennengelernt hatte, spricht nicht gegen diese Ehrung. Er hatte sich vielmehr an der Schule dafür eingesetzt, viel mehr Schülern zur Flucht zu verhelfen, konnte sich damit aber nicht bei der Schulleitung durchsetzen und handelte dann zusammen mit Wolfgang Cordan auf eigene Faust.

Die Frage, ob Frommel mehr Schüler hätte retten können, ist müßig. Ein Schatten auf seinem „sehr riskanten und mutigen“ Verhalten bleibt aber auch nach Haverkorns Einschätzung bestehen: „Mir sagten jüdische Überlebende allerdings noch Jahrzehnte später: ‚Mich hat er nicht für das Versteck erwählt, ich war nicht schön genug.‘“ Auch dies ist nicht neu, denn Keilson-Lauritz hatte dies früher schon im Kontext von Frommels sexuellen Präferenzen thematisiert:

„Aber natürlich ist es kein Zufall, dass Frommel und Cordan aus der Schule in Ommen junge Menschen untertauchen ließen, die ihnen lieb waren, ihnen am Herzen lagen – zuzeiten auch wohl buchstäblich. Retten konnten sie nur ‚die uns Nächsten‘, wie Cordan es umschrieb. Da lässt sich kritisch fragen: Wurden am Ende nur die Lieblinge, die schönen Jungen gerettet? (Dass Clemens Brühl auf eigene Faust untertauchen musste, hat mir einer der Überlebenden einmal etwas bitter erklärt: ‚Er war wohl nicht schön genug.‘) Immerhin hat die ‚Liebe, die Freundschaft heißt‘ Menschen das Leben gerettet. Aus den Erinnerungsberichten wird deutlich, wie die von Stefan George inspirierte (Homo)erotik beim Überleben während der Besetzung eine Rolle spielte – im Kreis um Frommel direkter als im Kreis um Cordan, der weniger ausschließlich auf George ausgerichtet war.“

Eben jene Marita Keilson-Lauritz aber, die im April 2018 zeitweilig Julia Enckes Besuch im Castrum Peregrini beiwohnte, verlor die Fassung, als in dem Gespräch mit dem Direktorium der Stiftung die Missbrauchsvorwürfe angesprochen wurden: „Da verliert Marita Keilson die Geduld. Sie schwärmt von Frommel als ‚genialem Organisator‘. Was seine Erotik betrifft, sagt sie, ‚war er tollkühner als George, das würde ich schon sagen. Was er vertrat, war eine bemerkenswerte Mischung aus Erotik und Religion.‘ Und an diejenigen gerichtet, die jetzt sprechen [die Mitglieder des Direktoriums]: ‚Was ist das für ein Unsinn, wenn Menschen, die mir sehr teuer sind, plötzlich mit Schmutz beworfen werden und sogar mein Mann in ein Licht und in einen Diskurs gerät, von dem ich mich frage, wovon er eigentlich handelt. Ich habe von 1966 bis 1970 hier gelebt und gearbeitet. Das ›Castrum‹ war weitgehend eine Männergemeinschaft. Wenn man Regeln verletzte, konnte man schnell vor die Tür gesetzt werden, Mit einer Sekte, in der man festgehalten wurde, hatte das wirklich überhaupt nichts zu tun.‘“
Das erinnert an Hartmut von Hentig und dessen Nichtwahrnehmung des Missbrauchsskandals an der Odenwaldschule, in dessen Zentrum Gerold Becker, sein Lebensgefährte, stand. Über von Hentigs Buch Noch immer Mein Leben. Erinnerungen und Kommentare aus den Jahren 2005 bis 2015, in dem er versucht, seine Sicht der Dinge zum Ausdruck zu bringen, urteilt Bernhard Pörksen: „Es ist ein Buch, das den Missbrauchsskandal an der Odenwaldschule als ein einziges Wahrnehmungsdesaster fassbar werden lässt, als eine Serie von Verbrechen, die jene, die Gerold Becker nahe waren, nicht sehen konnten oder wollten, blind für die eigene Blindheit.“ Pörksen bemüht dafür als Analogie das Anton-Syndrom, das auch im Kreis der Frommel-Verteidiger weit verbreitet zu sein scheint: „Es gibt eine merkwürdige, extrem seltene Wahrnehmungsstörung, die seit dem Ende des 19. Jahrhunderts in der Fachliteratur als Anton-Syndrom bekannt ist. Menschen, die unter dem Anton-Syndrom leiden, glauben zu sehen, obwohl sie ebendies nicht können. Sie sind blind für ihre eigene Blindheit. Wenn man sie beispielsweise bittet, die Schlagzeile des Tages aus der Zeitung vorzulesen, dann weichen sie aus. Sie konfabulieren, wie Neuropsychologen sagen, behaupten etwa, dass die Zeitung mal wieder von Krieg und Tod berichte. Sie konstruieren Aussagen ohne Erfindungsbewusstsein. Aber sie lügen nicht, denn der Lügner weiß ja, dass er lügt, wenn er lügt.“

## Veröffentlichungen
Autor
- (Mitautor) (anonym): Huldigung. Gedichte einer Runde. Die Runde, Berlin 1931.
- Lothar Helbing (d. i. Wolfgang Frommel): Der dritte Humanismus. Die Runde, Berlin 1932.
- Gedichte. Holten, Berlin 1937.
- F. W. l'Ormeau (d. i. Wolfgang Frommel): Templer und Rosenkreuz. Ein Traktat zum Werk Stefan Georges. Der erste Teil. Pantheon, Amsterdam 1940. 2. Aufl. unter dem Titel Templer und Rosenkreuz. Ein Traktat zur Christologie Stefan Georges. Castrum Peregrini 198–200, Amsterdam 1991.
- als Lothar Helbing: Gespräche mit Mutter Henschel. Castrum Peregrini, Amsterdam 1952.
- Stefan George und Ernst Morwitz. Die Dichtung und der Kommentar. 1968.
- Stefan George. Dokumente seiner Wirkung. 1974.
- Wandlungen und Sinnbilder. Gedichte. Castrum Peregrini, Amsterdam 1982.
- Stelio. Ein Bericht. Castrum peregrini, Amsterdam 1988.
- Meditationen zum Zweiten Buch des „Stern des Bundes“ von Stefan George. Castrum Peregrini, Amsterdam 1994.
- Poeta et amicus. Nachgelassene Gedichte. Castrum Peregrini 216, Amsterdam 1995.

- Wolfgang Frommel in seinen Briefen an die Eltern 1920–1959. Hrsg. v. Claus Viktor Bock. Castrum Peregrini 226–228, Amsterdam 1997.
- Wilhelm Fraenger und Wolfgang Frommel im Briefwechsel: 1947–1963. Castrum Peregrini 191–192, Amsterdam 1990.
- (mit Renata von Scheliha) Briefwechsel 1930–1967. Hrsg. v. Claus Victor Bock. Castrum Peregrini 251–252, Amsterdam 2002.

Herausgeber
- Vom Schicksal des deutschen Geistes. Erste Folge: Die Begegnung mit der Antike. Reden um Mitternacht. Die Runde, Berlin 1934. (Vorträge aus der Reihe der Mitternachtssendungen des Südwestdeutschen Rundfunks)
- Karl Wolfskehl. Aus Schmach wird Ehr. 1960.
- Berthold Vallentin. Gespräche mit Stefan George. 2. Auflage 1966.
- Curtius. 1963.
- Friedrich Gundolf. Briefe. 1965.
- Elisabeth Gundolf. Stefan George. 1965.
- Alfred Schuler. Drei Annäherungen. Mitherausgeber: Marita Keilson Lauritz u. Karl Heinz Schuler. Castrum Peregrini, Amsterdam 1985, ISBN 90-6034-057-4.

Übersetzer
- Pierre Gamarra: König Flötenton und Konsorten. Ein Stück für Kinder. Thienemanns Theaterverlag, Stuttgart 1971.